# Groupe G des éliminatoires de la Coupe d'Afrique des nations de football 2025
 (juin 2025).
 (juillet 2024).
Le groupe G des éliminatoires de la Coupe d'Afrique des nations de football 2025 est une compétition qualificative pour la phase finale de la Coupe d'Afrique des nations de football 2025, qui se déroule en Maroc.
Navigation
Groupe F Groupe H

## Tirage au sort
Le tirage au sort a eu lieu le 4 juillet 2024 au Johannesburg. Les têtes de série sont désignées via un classement FIFA (construit d'après les résultats lors des dernières FIFA).
Le tirage au sort désigne les équipes suivantes dans le groupe G. Les quarante-huit équipes sont réparties en douze dans quatre chapeaux.
- Chapeau 1 :  Côte d'Ivoire (37e du classement FIFA)
- Chapeau 2 :  Zambie (90e du classement FIFA)
- Chapeau 3 :  Sierra Leone (122e du classement FIFA)
- Chapeau 4 :  Tchad (178e du classement FIFA)

## Classement
| Rang | Équipe        | Pts | J | G | N | P | Bp | Bc | Diff |  | Résultats (▼ dom., ► ext.) |     |     |     |     |
| ---- | ------------- | --- | - | - | - | - | -- | -- | ---- |  | -------------------------- | --- | --- | --- | --- |
| 1    | Zambie        | 10  | 5 | 3 | 1 | 1 | 5  | 4  | +1   |  | Zambie                     |     | 1-0 | 3-2 | 0-0 |
| 2    | Côte d'Ivoire | 9   | 5 | 3 | 0 | 2 | 8  | 3  | +5   |  | Côte d'Ivoire              | 2-0 |     | 4-1 | -   |
| 3    | Sierra Leone  | 5   | 5 | 1 | 2 | 2 | 5  | 8  | -3   |  | Sierra Leone               | -   | 1-0 |     | 0-0 |
| 4    | Tchad         | 3   | 5 | 0 | 3 | 2 | 1  | 4  | -3   |  | Tchad                      | 0-1 | 0-2 | 1-1 |     |

- Qualification pour la CAN 2025

## Résultats
| 1re journée                  | Sierra Leone                    | 0 - 0   | Tchad                               | Samuel Kanyon Doe Sports Complex, Monrovia |                              |
| 6 septembre 2024 16:00 UTC±0 |                                 | (0 - 0) |                                     | Arbitrage : Georges Gatogato               | Arbitrage : Georges Gatogato |
| 6 septembre 2024 16:00 UTC±0 | Koroma 34e Koroma 51e Kakay 76e | Rapport | 29e Marius 36e Damba 59e Abderamane | Arbitrage : Georges Gatogato               | Arbitrage : Georges Gatogato |

| 1re journée                  | Côte d'Ivoire  | 2 - 0   | Zambie                 | Stade de Bouaké, Bouaké      |                              |
| 6 septembre 2024 19:00 UTC±0 | Krasso 73e 84e | (0 - 0) |                        | Arbitrage : Mustapha Ghorbal | Arbitrage : Mustapha Ghorbal |
| 6 septembre 2024 19:00 UTC±0 |                | Rapport | 33e Mphande 78e Chongo | Arbitrage : Mustapha Ghorbal | Arbitrage : Mustapha Ghorbal |

| 2e journée                    | Zambie                              | 3 - 2   | Sierra Leone            | Stade Levy Mwanawasa, Ndola |                           |
| 10 septembre 2024 21:00 UTC±2 | Musonda 28e Kampamba 70e Kangwa 85e | (1 - 1) | 28e Kargbo 73e Mustapha | Arbitrage : Aklesso Gnama   | Arbitrage : Aklesso Gnama |
| 10 septembre 2024 21:00 UTC±2 | Chaiwa 30e                          | Rapport | 90+4e Mustapha          | Arbitrage : Aklesso Gnama   | Arbitrage : Aklesso Gnama |

| 2e journée                    | Tchad                           | 0 - 2   | Côte d'Ivoire            | Stade Ahmadou Ahidjo, Yaoundé  |                                |
| 10 septembre 2024 20:00 UTC±1 |                                 | (0 - 1) | 45+3e Krasso 55e Diakité | Arbitrage : Tsegay Mogos Teklu | Arbitrage : Tsegay Mogos Teklu |
| 10 septembre 2024 20:00 UTC±1 | Osee 24e Ngouyamsa Nounchil 62e | Rapport | 24e Singo 67e Ndicka     | Arbitrage : Tsegay Mogos Teklu | Arbitrage : Tsegay Mogos Teklu |

| 3e journée                  | Zambie | 0 - 0   | Tchad                            | Stade Levy Mwanawasa, Ndola  |                              |
| 11 octobre 2024 15:00 UTC+2 |        | (0 - 0) |                                  | Arbitrage : Mahmoud El Banna | Arbitrage : Mahmoud El Banna |
| 11 octobre 2024 15:00 UTC+2 |        | Rapport | 19e Ngouyamsa Nounchil 80e Damba | Arbitrage : Mahmoud El Banna | Arbitrage : Mahmoud El Banna |

| 3e journée                  | Côte d'Ivoire                                    | 4 - 1   | Sierra Leone          | Stade Laurent Pokou, San-Pédro |                          |
| 11 octobre 2024 19:00 UTC+0 | Pépé 3e Kessié 51e 76e (pen.) Diakité 87e (pen.) | (1 - 1) | 43e Koroma            | Arbitrage : Abongile Tom       | Arbitrage : Abongile Tom |
| 11 octobre 2024 19:00 UTC+0 | Traorè 83e                                       | Rapport | 56e Fornah 75e Kamara | Arbitrage : Abongile Tom       | Arbitrage : Abongile Tom |

| 4e journée                  | Tchad          | 0 - 1   | Zambie                   | Stade Ahmadou Ahidjo, Yaoundé |                          |
| 15 octobre 2024 14:00 UTC+1 |                | (0 - 0) | 70e Musonda              | Arbitrage : Peter Waweru      | Arbitrage : Peter Waweru |
| 15 octobre 2024 14:00 UTC+1 | Tchouplaou 56e | Rapport | 80e Kampamba · 82e Banda | Arbitrage : Peter Waweru      | Arbitrage : Peter Waweru |

| 4e journée                  | Sierra Leone | 1 - 0   | Côte d'Ivoire | Samuel Kanyon Doe Sports Complex, Monrovia |                                 |
| 15 octobre 2024 16:00 UTC+0 | Bakayoko 85e | (0 - 0) |               | Arbitrage : Jeannot Franck Bito            | Arbitrage : Jeannot Franck Bito |
| 15 octobre 2024 16:00 UTC+0 | Dumbuya 90e  | Rapport | 84e Bailly    | Arbitrage : Jeannot Franck Bito            | Arbitrage : Jeannot Franck Bito |

| 5e journée                   | Tchad                  | 1 - 1   | Sierra Leone                | Stade Alassane Ouattara, Abidjan |                           |
| 13 novembre 2024 19:00 UTC+0 | Thiam 34e (pen.)       | (1 - 1) | 29e Dumbuya                 | Arbitrage : Jean Ouattara        | Arbitrage : Jean Ouattara |
| 13 novembre 2024 19:00 UTC+0 | Ngouyamsa Nounchil 68e | Rapport | 31e Koroma 54e Jarjue Kabia | Arbitrage : Jean Ouattara        | Arbitrage : Jean Ouattara |

| 5e journée       | Zambie      | 1 - 0   | Côte d'Ivoire | Stade Levy Mwanawasa, Ndola       |                                   |
| 15 novembre 2024 | Musonda 43e | (1 - 0) |               | Arbitrage : Omar Abdulkadir Artan | Arbitrage : Omar Abdulkadir Artan |
| 15 novembre 2024 | Rapport     |         |               | Arbitrage : Omar Abdulkadir Artan | Arbitrage : Omar Abdulkadir Artan |

| 6e journée             | Côte d'Ivoire                                      | 4 - 0       | Tchad | Stade Félix Houphouët-Boigny, Abidjan |                         |
| 19 novembre 2024 17:00 | Bayo 25e Adingra 37e · Agbadou 77e · Diakité 90+3e | (2 - 0)     |       | Arbitrage : Sadok Selmi               | Arbitrage : Sadok Selmi |
| 19 novembre 2024 17:00 |                                                    | 90+2e Thiam |       | Arbitrage : Sadok Selmi               | Arbitrage : Sadok Selmi |

| 6e journée             | Sierra Leone                      | 0 - 2   | Zambie                | Samuel Kanyon Doe Sports Complex, Monrovia |                            |
| 19 novembre 2024 17:00 |                                   | (0 - 0) | 54e Banda 71e Musonda | Arbitrage : Yannick Malala                 | Arbitrage : Yannick Malala |
| 19 novembre 2024 17:00 | Sillah 14e Fornah 49e · Dunia 59e |         | 31e Banda             | Arbitrage : Yannick Malala                 | Arbitrage : Yannick Malala |